# 프레디의 피자가게 3
《프레디의 피자가게 3》(Five Nights at Freddy's 3, 간단히 FNaF3)은 스콧 코슨이 제작한 게임이다. 프레디의 피자가게 시리즈 가운데 3번째 게임으로, 시간적 배경은 최초 게임의 사건이 있은지 30년 이후이며 시간 순서대로 보면 시리즈 중 4번째이다. 이 게임은 2015년 3월 2일 스팀을 통해 출시되었으며 안드로이드 기기의 경우 2015년 3월 7일, iOS의 경우 2015년 3월 12일 출시되었다.
닌텐도 스위치, 플레이스테이션 4, 엑스박스 원 포팅판은 2019년 11월 29일 출시되었다.

## 스토리
1990년대 초, 첫번째 작품의 배경이자 폐쇄된 프레디 파즈베어의 피자에서 아이들을 취미로 살해한 연쇄살인범, 윌리엄 애프턴(William Afton)이, 자신의 흔적을 숨기려고 프레드 베어 가족식당 사장으로 있을 당시 살해당한 아이들의 영혼이 깃들었던 애니매트로닉들을 하나씩 파괴해 버린다. 애니매트로닉들이 파괴되면서 아이들의 영혼은 빠져나오고, 이들의 영혼에게 쫓기던 윌리엄은 허둥지둥 보안실에 있던 스프링 보니라는 이름의 애니매트로닉 슈트 속에 숨는다.그런데 하필 그날 비가 내려, 습기가 가득한 날씨에  스프링 보니 슈트 속 용수철의 오작동으로 윌리엄의 몸을 잔인하게 파고들었고, 그는 결국 고통스럽게 죽으면서 그의 시체는 보안실 안에 그대로 방치된다. 그리고 아이들의 영혼은 성불된다.그로부터 30년의 세월이 흘러 프레드 베어 가족식당, 프레디 파즈베어의 피자가게가 모두의 기억 속에서 잊혀져 갈 무렵, 누군가가 이 피자가게에 얽힌 괴담을 토대로 공포의 집, 파즈베어의 공포의 집(Fazbear's Fright)를 만들 계획을 세운다.
게임 플레이어는 바로 이 파즈베어의 공포의 경비원으로 취직한 인물로서, 야간 경비 일을 맡게된다.
공포의 집 관계자들이 가게를 준비하기 위해 폐쇄된 프레디 파즈베어의 피자에서 버려진 물건, 잔해, 장식 등 을 주워오던 어느날, 보안실 안에 방치되어 있던 스프링 보니 애니매트로닉을 발견하고 그것을 가져온다. 스프링트랩인 애니매트로닉은 윌리엄 애프턴의 영혼에 씌인 상태였고, 그렇게 스프링트랩으로서 눈을 뜬 윌리엄은 야간 경비일을 하던 주인공(플레이어)을 공격하기 시작한다. 주인공은 밀려오는 과거에 있던 애니매트로닉의 환각, 팬텀 애니매트로닉들과 스프링트랩의 위협을 피하면서 위험한 밤을 이어나가지만, 5일이 지나자 관계자들이 낡은 건물 분위기를 낸다고 무리하게 설치한 기계 때문에 공포의 집에 화재가 난다. 하지만 스프링트랩은 건물에서 빠져나와 어디론가로 향한다. 그렇게 프레디의 피자가게 3편은 끝난다.

## 캐릭터
- 스프링트랩 (Springtrap)
- 팬텀 프레디 (Phantom Freddy)
- 팬텀 치카 (Phantom Chica)
- 팬텀 폭시 (Phantom Foxy)
- 팬텀 BB (Phantom BB)
- 팬텀 퍼펫 (Phantom Puppet)
- 팬텀 맹글 (Phantom Mangle)

## 배드앤딩
모든 미니게임을 하면서 아이들에 영혼을 성불해주지 못한다. 엔딩화면에는 프래디 보니 치카 폭시 골든프래디 눈에 불이 들어오면서 끝난다. 반대로 해피앤딩은 미니게임 모두클리어 아이들이 성불한다.